# 그대품에 아카시아 향기
"그대품에 아카시아 향기"는 1993년에 개봉한 대한민국의 영화이다.

## 캐스팅
- 김문희 : 김미화 역
- 장승화 : 민달식 역
- 강신성일 : 임동혁 역
- 강승미 : 임영아 역
- 한영수 : 최창진 역
- 한태일 : 김 반장 역
- 오희찬 : 오 형사 역
- 나갑성 : 선장 역
- 박애숙 : 암달러상 역
- 박학규 : 선원 1 역
- 박재홍 : 선원 2 역
- 조은혜 : 보모 역
- 손경수 : 웨이터 역
- 김은향 : 무대감독 역
- 황선미 : 무대감독 역
- 최명진 : 무대감독 역
- 나문정 : 오 기자 역